# Belchalwell
Belchalwell – wieś w Anglii, w hrabstwie Dorset, w dystrykcie (unitary authority) Dorset. Leży 23 km na północny wschód od miasta Dorchester i 167 km na południowy zachód od Londynu.